# Giovanni Pagani
Pour les articles homonymes, voir Pagani (homonymie).
Giovanni Pagani (né à Monterubbiano, dans la province de Fermo (Marches), documenté dans les années 1465 - ap. 1544) est un peintre italien de la fin du XVe  et début du  XVIe siècle.

## Biographie
Giovanni Pagani est le père de Vincenzo et le grand-père de Lattanzio, eux aussi peintres.
Giovanni Pagani travailla surtout à Fermo mais vécut la plupart du temps dans sa ville natale où il exerça d'importantes charges publiques jusqu'en 1545, quand il fut élu une fois de plus prieur pour la contrada Torno.
Il ne fut pas présent pour prêter serment le premier février et, depuis cette date, la contrada tira diverses fois des urnes le nom de son fils.
Giovanni Pagani a dû apprendre la peinture dans l'atelier de Pietro Alamanno, influencé par le style de Carlo Crivelli.
De son œuvre, il ne reste qu'un unique travail signé et daté « Joannes de Monte Rubiano pinsit A.D. XVII Maii 1506 », un retable représentant la Vergine del Soccorso, provenant de l'église Sant’Agostino à Cingoli, puis transféré en France.
En 1538 Giovanni Pagani fut membre de la commission chargée de mettre à jour les patrii statuti. Il a épousé une certaine Giulia de laquelle il eut deux enfants, Sigismonda et  Vincenzo, avec lequel il collabora vers la fin de sa vie.

## Œuvres
- Vergine del Soccorso (1506),retable provenant de l'église Sant’Agostino à Cingoli.

## Sources
- (it) Cet article est partiellement ou en totalité issu de l’article de Wikipédia en italien intitulé « Giovanni Pagani » (voir la liste des auteurs).